# Clan MacDuff
Pour les articles homonymes, voir MacDuff (homonymie).
Le Clan MacDuff (MacDhuibh en gaélique écossais) est un clan écossais descendant des rois d'Écosse.

## Le Clan
- Devise : Deus juvat (aides de Dieu)
- Armoiries : Un lion rampant tenant un poignard dans sa patte droite.
- Badge : Myrtylle rouge
- Septs : Duff, MacDuff, Fife, Fyfe, Spence, Spens, Wemyss et d'autres.
- Terres : Fife, Strathbraan in Perthshire and Strathbogie in Aberdeenshire
- Origine du nom : Du gaélique Dubh signifiant noire, foncée, ou impénétrable.

Le clan MacDuff a plusieurs autres familles qui ont été associés à lui comme Kilgour, Kinnaman, Kellogg et Cameron, mais néanmoins ce ne sont pas des septs du clan MacDuff.

## Histoire
Selon la tradition le patronyme de MacDuff est lié à l'ancienne famille des comte de Fife. Le fondateur éponyme du clan Macduib ou Macduff descendant putatif du roi Dubh Ier d'Écosse et qui participe à la restauration de Malcolm III d'Écosse après le règne de Macbeth.
En récompense les comtes de Fife obtiennent l'honneur de couronner les rois d'Écosse. Comme les MacDuff constituaient le plus prestigieux clan de l'Écosse médiévale, le comte de Fife arborait un lion rouge sur son blason. Hugh le dernier fils du 4e comte est le fondateur de la famille Wemyss propriétaire de terres dans les Lowlands.

## Tartan
Le tartan du clan MacDuff est semblable à celui du Tartan Royal Stewart.

## Privilèges
On dit que le clan MacDuff a trois privilèges au-delà d'être le premier parmi les clans :
- Couronner les premiers monarques écossais médiévaux ;
- Mener la tête d'avant-garde dans la bataille ;
- Le droit du sanctuaire à la croix des MacDuff entre Abernethy dans Perthshire et Newburgh dans le Fife, s'il est accusé d'un meurtre.

## Château

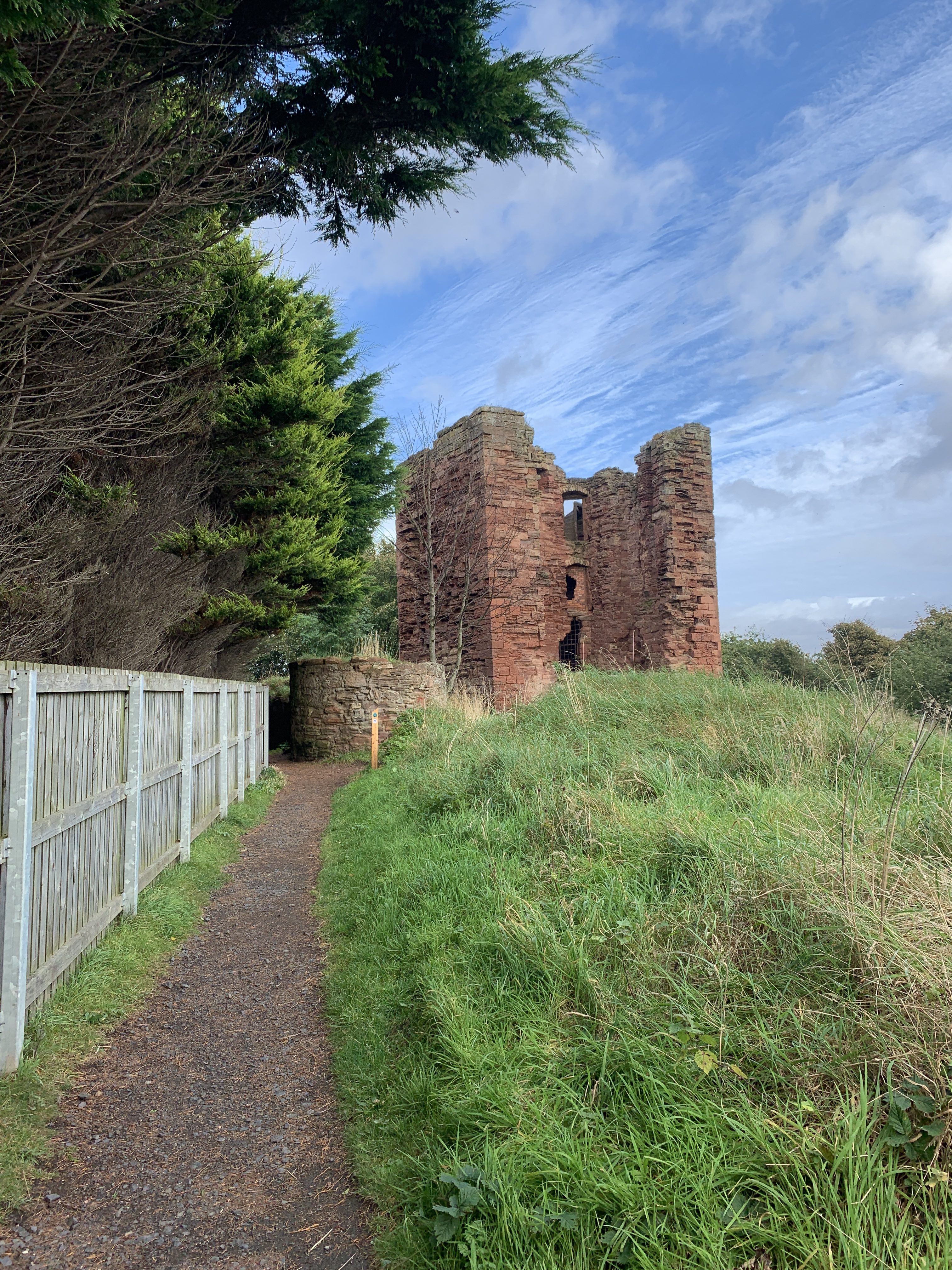
Château du clan MacDuff - Octobre 2019

- Le clan MacDuff a par le passé possédé Falkland Palace mais les Stewart l'ont eu par les MacDuff au XIVe siècle.
- Le clan MacDuff a aussi par le passé possédé MacDuff Tower ou MacDuff Castle dans le Wemyss Est